# شركة تلفزيون باكستان
شركة تليفزيون باكستان (بالأردوية: پاكِستان ٹیلی وژن نیٹ ورک)‏، هي شبكة تليفزيون الدولة الباكستانية. تأسست في 26 نوفمبر 1964 كشركة خاصة من قبل إن إي سي من اليابان، ولكن أُممّت من قبل الحكومة الباكستانية، وفي عام 1970 ازدهرت قناة في صناعة البث حتى أوائل العقد الأول من القرن العشرين وأصبحت واحدة من شبكتي التلفزيون الرئيسيتين في البلاد.

## روابط خارجية
- الموقع الرسمي
، شبكة PTV
- PTV الرئيسية
- أخبار PTV
- PTV الرياضة
- PTV العالم
- PTV العالمية